# Leucadendron coriaceum
Espèce

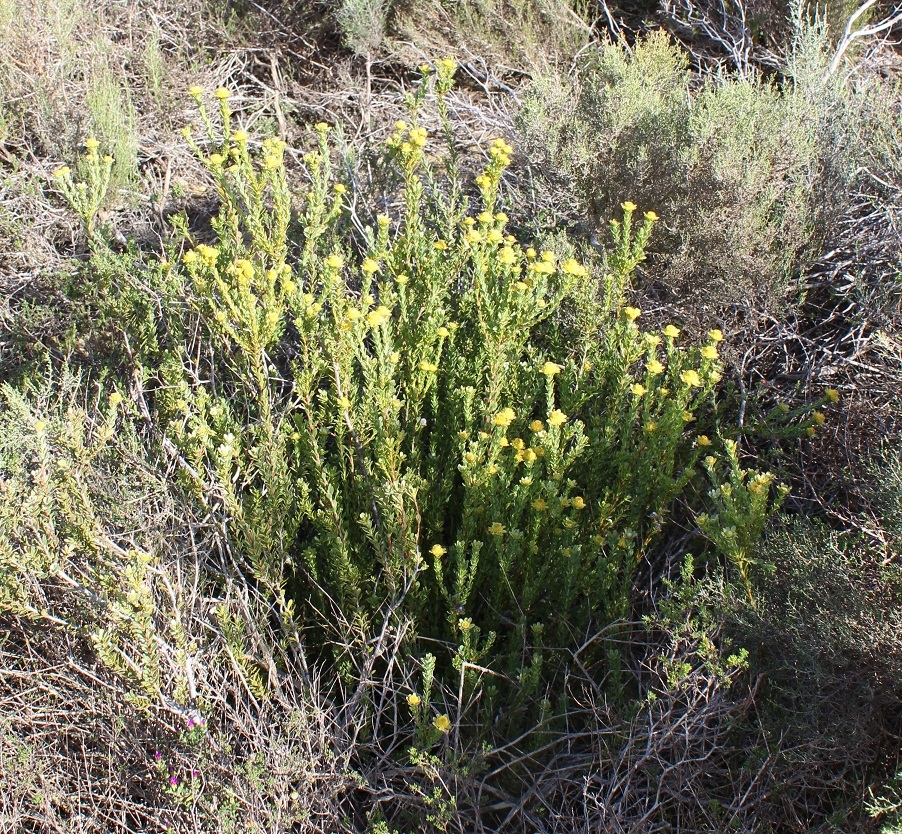

Leucadendron coriaceum est une espèce de plantes à fleurs de la famille des Proteaceae. C'est un arbuste,. Il fait partie du type de végétation fynbos et est originaire du Cap-Occidental, en Afrique du Sud.

## Galerie

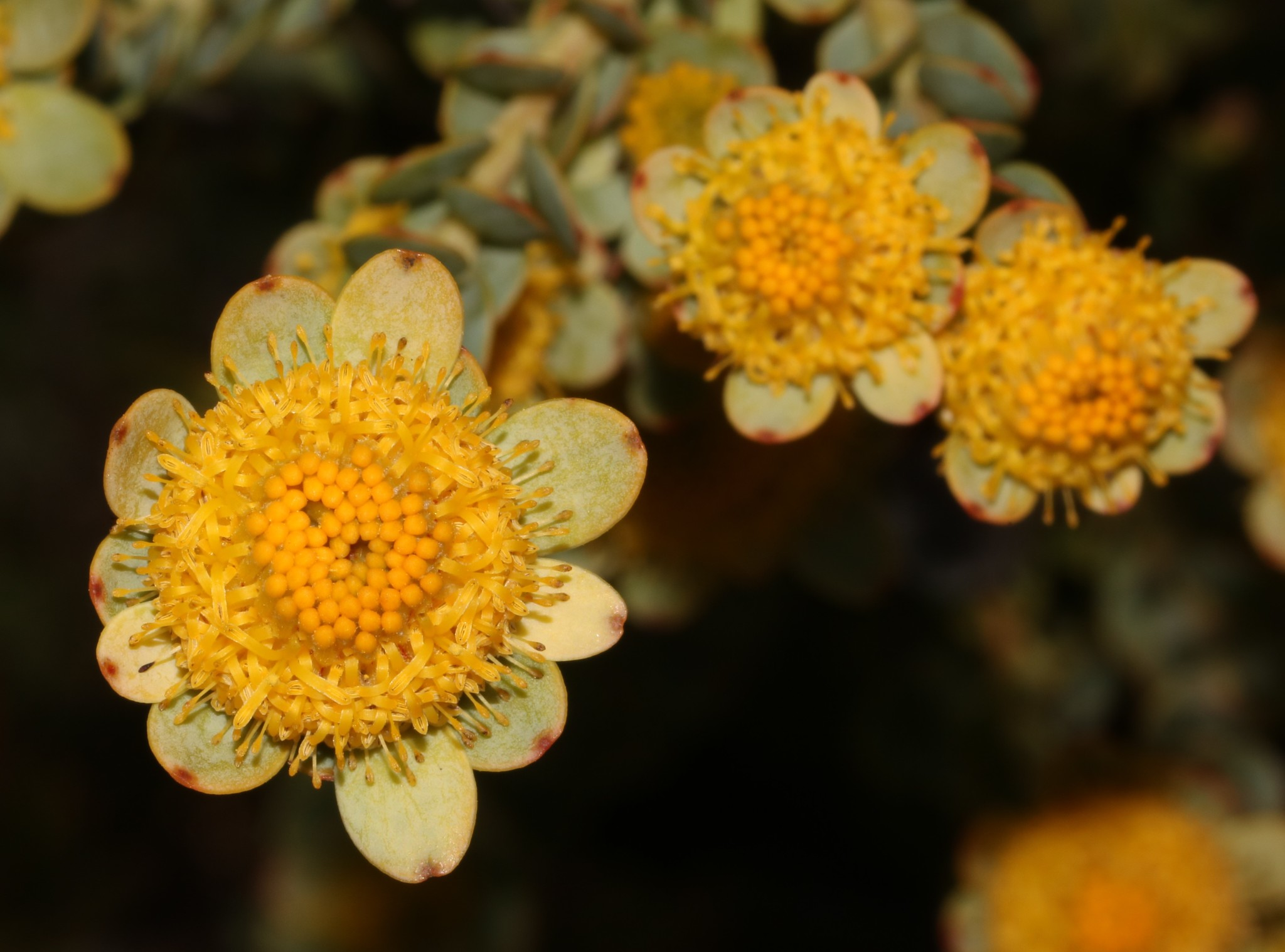
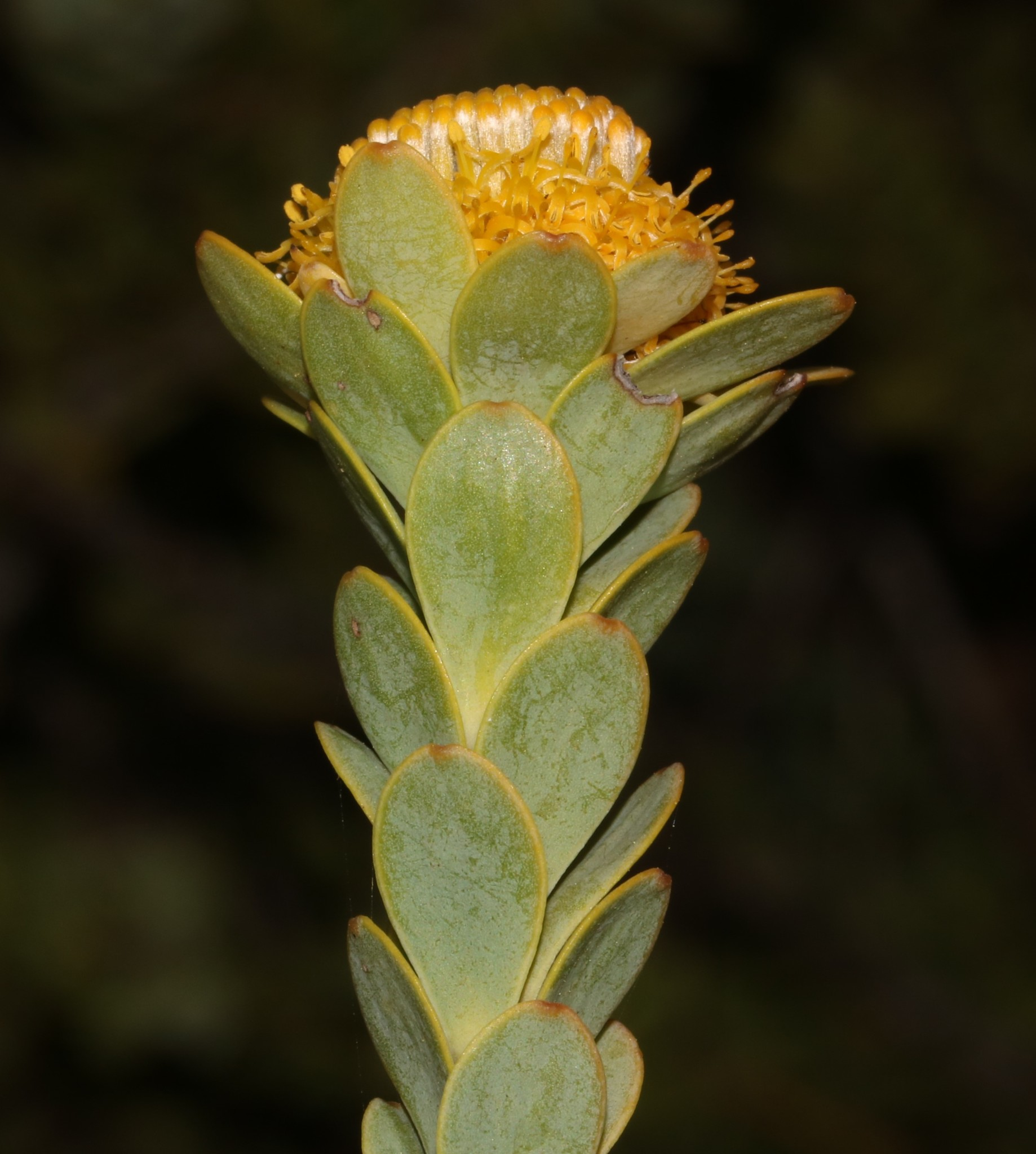
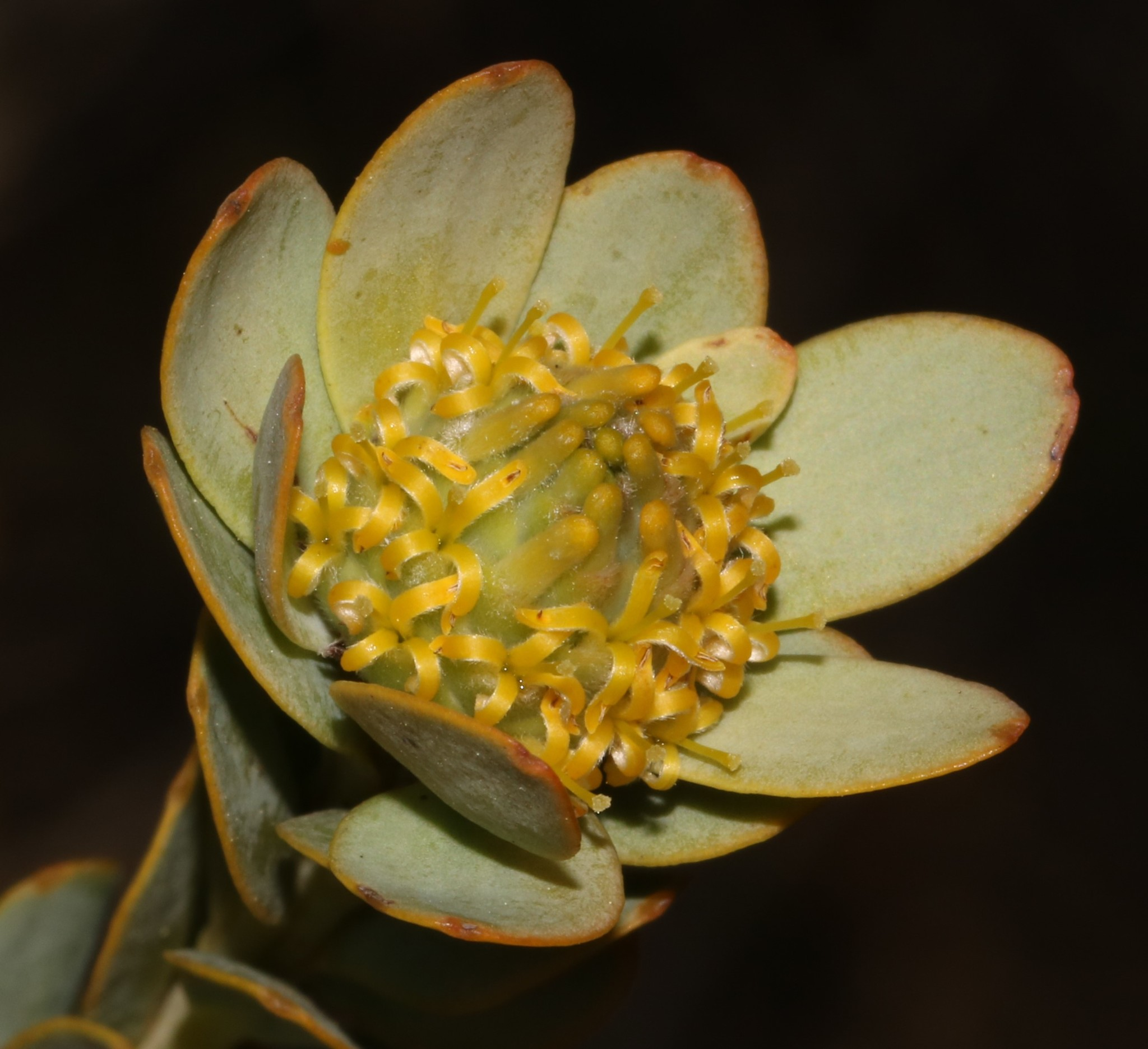

## Description
Leucadendron coriaceum peut atteindre 1,5 m de hauteur. Ses feuilles sont elliptiques à lancéolées et présentent une texture coriace caractéristique, essentielle à la rétention d'eau. Le feuillage est d'un vert profond. Les fleurs dont les capitules sont jaune et crème  fleurissent généralement entre juin et novembre, elles sont petites et groupées en grappes denses. La plante présente une forme caractéristique en rosette, avec des feuilles disposées en spirale.

## Distribution et habitat
La plante est présente de Napier à Riversdale. Ayant évolué dans l'écosystème du fynbos, Leucadendron coriaceum prospère sous un climat méditerranéen caractérisé par des étés chauds et secs et des hivers frais et humides. Il prospère dans les sols sableux et bien drainés, souvent présents en région montagneuse. Sa capacité à survivre dans des sols pauvres en nutriments témoigne de ses adaptations évolutives, utilisant son vaste système racinaire pour rechercher l'eau et les minéraux.

### Conservation
Leucadendron coriaceum est classé en danger par l'IUCN

## Systématique
Le nom correct complet (avec auteur) de ce taxon est Leucadendron coriaceum E.Philipps & Hutch..
Leucadendron coriaceum est couramment dénommé le rosette conebush, En afrikaans, on l'appelle Rosettolbos.

### Étymologie
Le nom de genre Leucadendron vient du grec leukos « brillant, blanc » et dendron « arbre ». Son épithète spécifique coriaceum du latin coriceus « de cuir » signifie « les feuilles sont coriaces ».